# Earache: World's Shortest Album
Earache: World's Shortest Album é um álbum coletânea da tradicional gravadora britânica Earache Records, especializada em bandas de grindcore. Lançado para comemorar os 25 anos da gravadora, o álbum ganhou notoriedade por ser "O Álbum Mais Curto do Mundo" - como o próprio nome já sugere - com apenas 82,9 seg de músicas, distribuídos em 13 faixas. Este recorde não foi homologado pelo Guinness Book, apesar de ter batido de longe o antigo detentor (Drive Time, da banda canadense Chromeo, que possui 121 seg) pois o mesmo já não reconhece mais recordes do tipo "mais curto".
O álbum, lançado como disco de vinil, foi vendido somente durante o Record Store Day de 2013, que, neste ano, ocorreu no dia 20 de abril, em um LP de 5 polegadas na cor vermelha e na quantidade limitada de 200 cópias.

## O álbum
Apesar de conter apenas 82,9seg, o álbum contém um compêndio das melhores bandas de grindcore dos últimos 20 anos, como Napalm Death, Wormrot, Anal Cunt e Brutal Truth. Além disso, grandes hits do grindcore mundial, como You Suffer, notória por possuir o "menor videoclipe musical já gravado", e Collateral Damage, antiga detentora deste recorde, fazem parte do repertório do álbum, fazendo com que ele ganhe destaque entre os apaixonados deste gênero musical.

### Faixas
| - Lado A: 01. Napalm Death - You Suffer (1.9s) 02. Napalm Death - Dead (2.7s) 03. Napalm Death - Your Achievement (4.2s) 04. Wormrot - False Grind Sodomy (2.5s) 05. Wormrot - You Suffer But Why Is It My Problem (4.0s) 06. Brutal Truth - Collateral Damage (4.0s) 07. Anal Cunt - Howard Wulkan's Bald (4.0s) | - Lado B: 08. Lawnmower Deth - Be Scene Not Heard (4.7s) 09. Painkiller - Trailmarker (6.0s) 10. Brutal Truth - Blockhead (7.3s) 11. Morbid Angel - Bil Ur-Sag #2 Lava (6.9s) 12. Anal Cunt - Windchimes Are Gay (9.5s) 13. Insect Warfare - Street Sweeper (13.5s) |